# Mario Pestano
Mario Pestano García, né le 8 avril 1978 à Arico, Tenerife, est un athlète espagnol, spécialiste du lancer du disque. Il mesure 1,95 m pour 120 kg.

## Biographie
Il a battu le record espagnol à huit reprises jusqu'à le porter à 69,50 m. Il fait partie du club Atletismo Tenerife Cajacanarias.

### Palmarès
| Date | Compétition                     | Lieu         | Résultat | Performance |
| ---- | ------------------------------- | ------------ | -------- | ----------- |
| 1999 | Championnats d'Europe espoirs   | Göteborg     | 3e       | 61,73 m     |
| 2001 | Jeux méditerranéens             | Tunis        | 3e       | 63,71 m     |
| 2002 | Championnats d'Europe           | Munich       | 4e       | 64,69 m     |
| 2002 | Coupe du monde des nations      | Madrid       | 3e       | 64,64 m     |
| 2003 | Championnats du monde           | Paris        | 8e       | 64,39 m     |
| 2004 | Championnats ibéro-américains   | Huelva       | 1er      | 63,84 m     |
| 2004 | Finale mondiale de l'athlétisme | Monaco       | 1er      | 64,11 m     |
| 2005 | Jeux méditerranéens             | Almería      | 1er      | 63,96 m     |
| 2005 | DécaNation                      | Paris        | 1re      | 63,53 m     |
| 2006 | Championnats d'Europe           | Göteborg     | 4e       | 63,53 m     |
| 2007 | Championnats du monde           | Osaka        | 10e      | 62,70 m     |
| 2008 | Jeux olympiques                 | Pékin        | 9e       | 63,42 m     |
| 2009 | Championnats du monde           | Paris        | 10e      | 62,76 m     |
| 2010 | Championnats ibéro-américains   | San Fernando | 1er      | 63,01 m     |
| 2010 | Championnats d'Europe           | Barcelone    | 6e       | 64,51 m     |
| 2011 | Championnats du monde           | Daegu        | 11e      | 63,00 m     |
| 2012 | Championnats d'Europe           | Helsinki     | 4e       | 63,87 m     |
| 2013 | Championnats du monde           | Moscou       | 12e      | 61,88 m     |
| 2014 | Championnats d'Europe           | Zurich       | 6e       | 62,31 m     |

### Records
| Épreuve          | Performance | Lieu                   | Date            |
| ---------------- | ----------- | ---------------------- | --------------- |
| Lancer du disque | 69,50 m     | Santa Cruz de Tenerife | 27 juillet 2008 |